# Iolaus aurora
Iolaus aurora är en fjärilsart som beskrevs av Clench 1964. Iolaus aurora ingår i släktet Iolaus och familjen juvelvingar. Inga underarter finns listade i Catalogue of Life.